# Paul Corazolla
Paul Salvatore Corazolla (né le 21 juin 1930 à Berlin, mort le 16 octobre 2018 dans la même ville) est un vitrailliste allemand.

## Biographie
Corazolla est le deuxième enfant de la chanteuse Margarete Corazolla (1902-2001). Son père Paul Graener est compositeur, son jeune frère Jan Corazolla un chef d'orchestre et violoncelliste. En 1940, Paul Corazolla est accepté dans le Arndt-Gymnasium humaniste à Berlin-Dahlem. En 1943, en raison de la Seconde Guerre mondiale, il s'installe en Autriche, où il reçoit ses premières leçons de dessin du sécessionniste viennois Carl Moll.

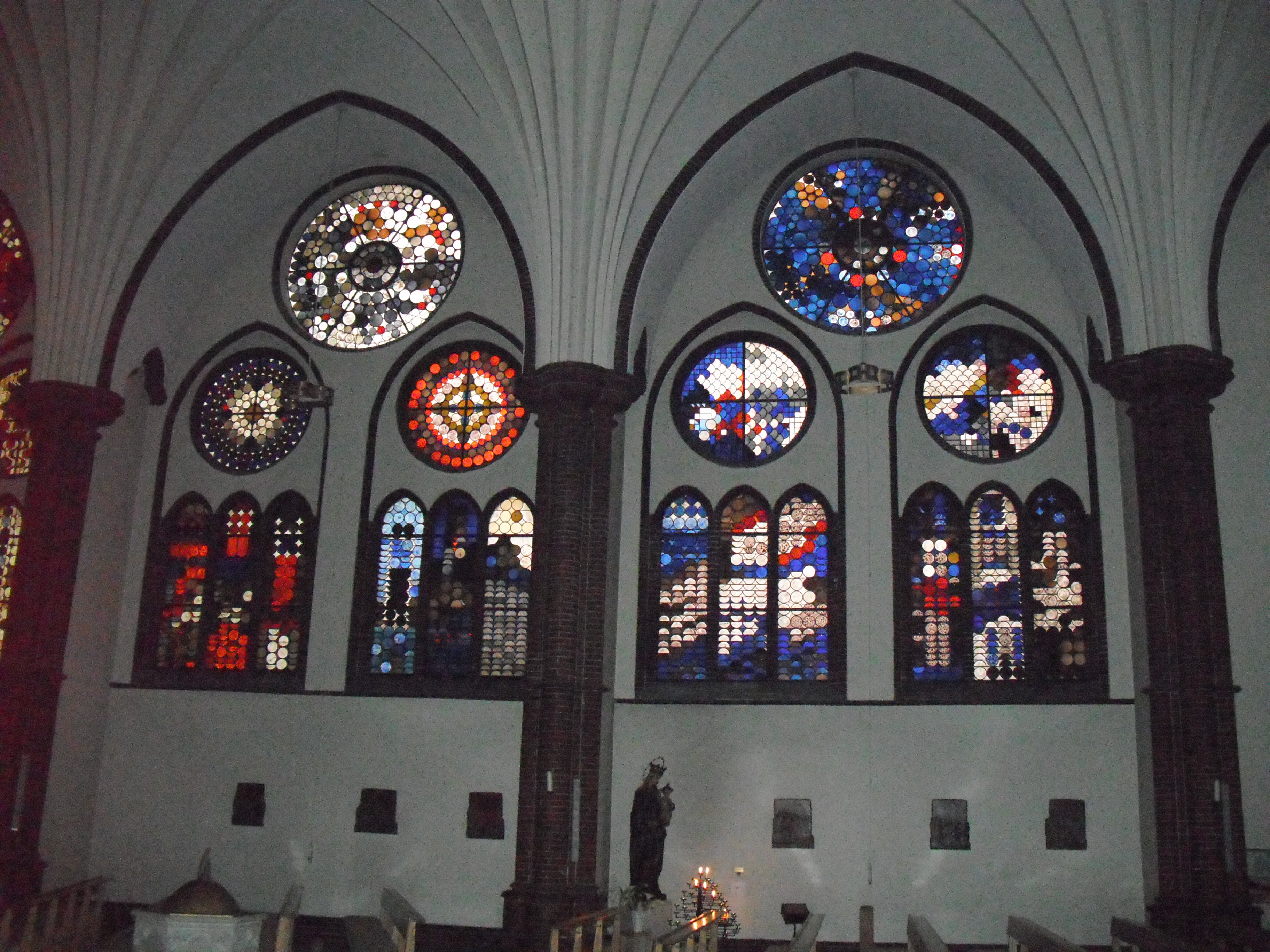
Vitraux de l'église Sainte-Croix de Berlin-Wilmersdorf.

Après la guerre et l'abitur en avance, Corazolla commence à étudier à l'université des arts de Berlin auprès de Friedrich Stabenau, Ernst Fritsch et Maximilian Debus. Dans le cadre de nouvelles études à partir de 1951 pour le graphisme libre et appliqué, Paul Corazolla rencontre des expressionnistes tels que Karl Hofer le directeur de l'université, Max Pechstein et Karl Schmidt-Rottluff.
Corazolla devient un artiste indépendant dans l'atelier de Friedenau. À partir de 1983, il dirige pendant douze ans la Kunstamt Tiergarten et l'Obere Galerie im Haus à la Lützowplatz.
Jusqu'à sa mort en 2011, Corazolla est mariée à Toshie Nanjo, descendante d'une famille de samouraïs du nord du Japon. Tous deux rejoignent la société germano-japonaise en 1966. La tombe de Toshie avec une pierre tombale conçue par Paul Corazolla et préparée pour lui se trouve dans le cimetière Saint-Matthias de Berlin. Il y est enterré le 30 octobre 2018.